# Войводинска гробница
Войводинската гробница (на гръцки: Μακεδονικός Τάφος Σπηλιάς) е македонско погребално съоръжение от втората четвърт на II век пр. Хр., разположено край кайлярското село Войводина (Спилия), Гърция. Гробницата е разположена в полето край селото. Има дорийска фасада и е двукамерна. В нея са погребани 8 души. В нея са открити глинени гърнета и калъпи, фигурки, бронзови и медни фибули и бронзови монети. Гробницата заедно със съседната Катранишка гробница е доказателство за голямото стратегическото значение на тази област в древността.